# STS-133
STS-133, voluit Space Transportation System-133, was een spaceshuttlemissie met de Discovery, die gelanceerd werd op 24 februari 2011 en veilig terugkeerde op 9 maart.
De lancering was oorspronkelijk gepland op 29 juli 2010, maar diverse problemen met slechte weersomstandigheden en een lekkage in de brandstoftank en de daarbij behorende reparatie- en onderzoekswerkzaamheden hebben ertoe geleid dat de lancering tot 24 februari 2011 werd uitgesteld.
STS-133 was de laatste vlucht voor de Discovery. Na STS-133 werden alleen nog STS-134 met de Endeavour (april 2011) en STS-135 met de Atlantis (juni 2011) gelanceerd. Daarna stopte het spaceshuttleprogramma van NASA.
Onderdeel van de vlucht was ook het testen van de Dragon Eye, het navigatiesysteem waarmee de Dragon-ruimtecapsule van SpaceX een klein jaar later voor het eerst zou navigeren tijdens het aanmeren bij het ISS.

## Bemanning
De bemanning van STS-133 werd op 18 september 2009 bekendgemaakt:
| Positie            | Gelanceerde astronaut               | Gelande astronaut                   |
| ------------------ | ----------------------------------- | ----------------------------------- |
| Bevelhebber        | Steven W. Lindsey 5e ruimtevlucht   | Steven W. Lindsey 5e ruimtevlucht   |
| Piloot             | Eric A. Boe 2e ruimtevlucht         | Eric A. Boe 2e ruimtevlucht         |
| Missiespecialist 1 | Benjamin Alvin Drew 2e ruimtevlucht | Benjamin Alvin Drew 2e ruimtevlucht |
| Missiespecialist 2 | Stephen G. Bowen 3e ruimtevlucht    | Stephen G. Bowen 3e ruimtevlucht    |
| Missiespecialist 3 | Michael R. Barratt 2e ruimtevlucht  | Michael R. Barratt 2e ruimtevlucht  |
| Missiespecialist 4 | Nicole P. Stott 2e ruimtevlucht     | Nicole P. Stott 2e ruimtevlucht     |

Stephen Bowen verving Timothy Kopra nadat die geblesseerd was geraakt bij een fietsongeluk.

## Missieparameters
- Massa:
  - Shuttle bij lancering: 121.840 kg
  - Vracht: 10.051 kg
- Perigeum: 208 km
- Apogeum: 232 km
- Glooiingshoek: 51,6°
- Omlooptijd: 89 min

## Vracht

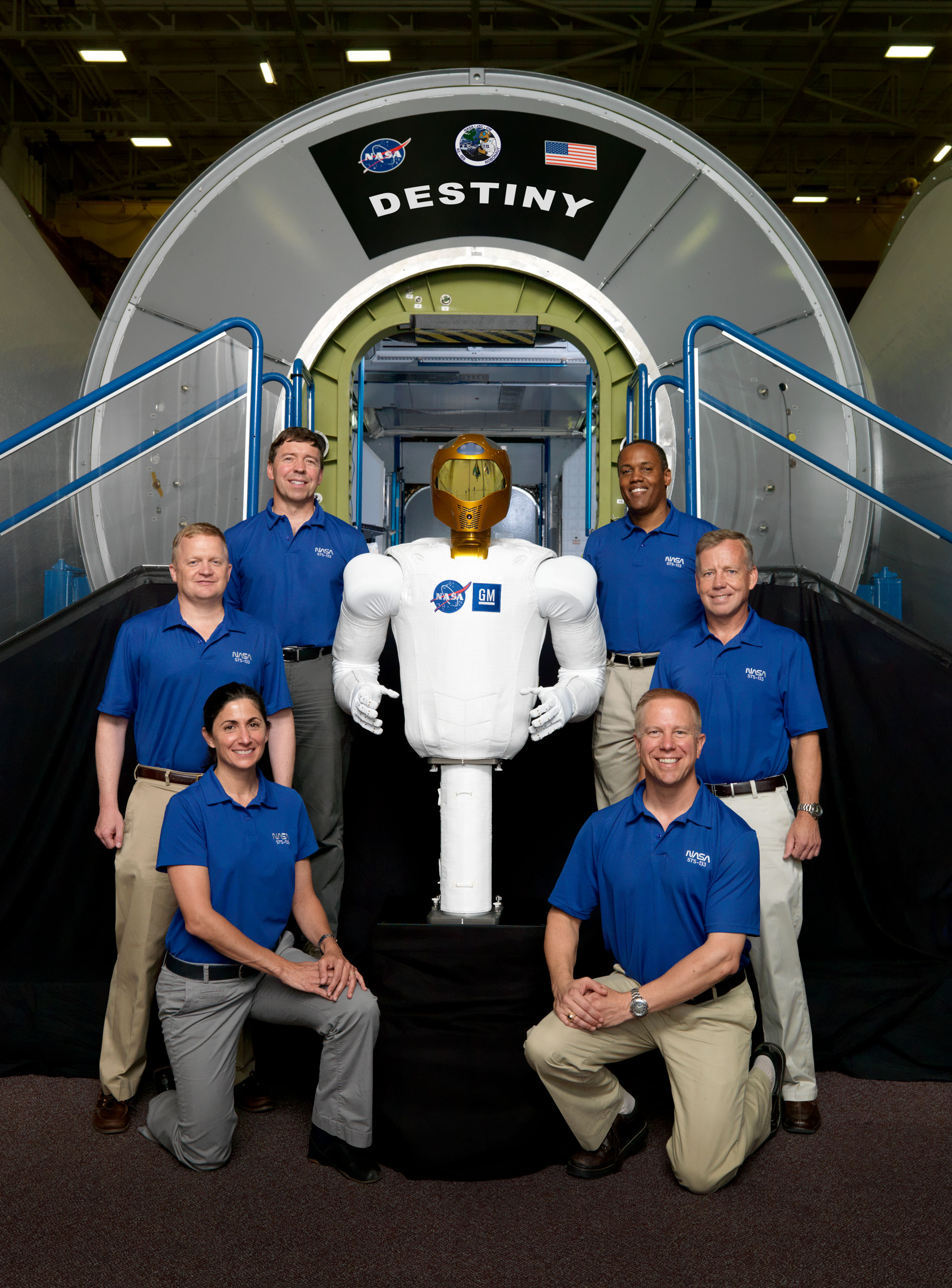
De bemanning van STS-133 samen met Robonaut 2

NASA bracht tijdens deze missie EXPRESS Logistics Carrier 3 (ELC3) en Logistics Carrier 4 (ELC4) naar het ISS. Ook zal de Leonardo PLM permanent aan het ISS gehecht blijven.

### Robonaut 2
Tijdens STS-133 nam Discovery naast de bovenstaande vracht, ook nog Robonaut 2 mee naar het ISS. Dit is een robot die de bemanning van het ISS moet gaan helpen bij verschillende dingen. Zo kan hij het ISS schoonmaken, ruimtewandelaars helpen door hun gereedschap vast te houden en helpen noodsituaties tot een goed einde te brengen.

## Voorbereiding
Space Shuttle Discovery werd op 9 september 2010 vanuit haar Orbiter Processing Facility naar het Vehicle Assembly Building verplaatst. De rollover was voltooid om 10:46 EDT. Oorspronkelijk stond de verplaatsing gepland voor 8 september. In het VAB werden de externe tank en de twee Solid Rocket Boosters (SRB) bevestigt. De rollout werd uitgevoerd in de avond van 20 september. Discovery deed zo'n zes uur over de route van het VAB naar LC-39A.
Op 12 oktober arriveerde de bemanning voor de TCDT, de Terminal Countdown Demonstration Test. Hierbij werd onder andere een reddingsoefening gedaan, en een simulatie van de lanceerdag op de lancering na.